# Efferia belfragei
Efferia belfragei är en tvåvingeart som först beskrevs av James Stewart Hine 1919.  Efferia belfragei ingår i släktet Efferia och familjen rovflugor.
Artens utbredningsområde är Texas. Inga underarter finns listade i Catalogue of Life.